# Liparis kempteriana
Liparis kempteriana är en orkidéart som beskrevs av Rudolf Schlechter. Liparis kempteriana ingår i släktet gulyxnen, och familjen orkidéer. Inga underarter finns listade i Catalogue of Life.